# Valentin Nikolayev (lutte)
Pour les articles homonymes, voir Valentin Nikolaïev et Nikolaïev.
Valentyn Volodymyrovich Nikolayev (en ukrainien, Ніколаєв Валентин Володимирович) est un lutteur soviétique né le 6 avril 1924 en RSS d'Ukraine et mort le 31 octobre 2004 à Rostov-sur-le-Don, spécialisé en lutte gréco-romaine.

## Palmarès

### Jeux olympiques
- Médaille d'or dans la catégorie des moins de 87 kg en 1956 à Melbourne

### Championnats du monde
- Médaille d'or dans la catégorie des moins de 87 kg en 1955 à Karlsruhe